# Gustavo Luza
Gustavo Luza (Mercedes, 11 de octubre de 1962) es un extenista profesional argentino.
Se destacó en la modalidad de dobles, donde logró 5 títulos ATP. Durante los años 2002 y 2004 se convirtió en el capitán del equipo argentino de Copa Davis.
Actualmente se desempeña como comentarista en Fox Sports en dupla con el periodista Guillermo Salatino.

## Torneos ATP (5)

### Dobles (5)

#### Títulos
| Leyenda                |
| Grand Slam (0)         |
| Tennis Masters Cup (0) |
| ATP Masters Series (0) |
| ATP Tour (5)           |

| N.º | Fecha                    | Torneo    | Superficie    | Pareja             | Oponentes en la final      | Resultado   |
| --- | ------------------------ | --------- | ------------- | ------------------ | -------------------------- | ----------- |
| 1.  | 18 de septiembre de 1989 | Barcelona | Tierra batida | Christian Miniussi | Sergio Casal Tomáš Šmíd    | 6-3 6-3     |
| 2.  | 5 de febrero de 1990     | Guarujá   | Dura          | Javier Frana       | Luiz Mattar Cassio Motta   | 7-6 7-6     |
| 3.  | 21 de mayo de 1990       | Bolonia   | Tierra batida | Udo Riglewski      | Jerome Potier Jim Pugh     | 7-6 4-6 6-1 |
| 4.  | 29 de abril de 1991      | Madrid    | Tierra batida | Cassio Motta       | Luiz Mattar Jaime Oncins   | 6-0 7-5     |
| 5.  | 14 de septiembre de 1992 | Colonia   | Tierra batida | Horacio de la Peña | Libor Pimek Ronnie Bathman | 6-7 6-0 6-2 |

#### Clasificación en torneos del Grand Slam
| Torneo               | 1991 | 1990 | 1989 | 1988 | 1987 | 1986 | Títulos |
| -------------------- | ---- | ---- | ---- | ---- | ---- | ---- | ------- |
| Abierto de Australia | 2r   | -    | -    | -    | -    | -    | 0       |
| Roland Garros        | 2r   | 3r   | 2r   | -    | 1r   | 3r   | 0       |
| Wimbledon            | 2r   | 2r   | -    | -    | -    | 1r   | 0       |
| US Open              | -    | -    | -    | -    | -    | -    | 0       |
| Tennis Masters Cup   | -    | -    | -    | -    | -    | -    | 0       |